# Tillandsia argentea
Tillandsia argentea är en gräsväxtart som beskrevs av August Heinrich Rudolf Grisebach. Tillandsia argentea ingår i släktet Tillandsia och familjen Bromeliaceae. Inga underarter finns listade i Catalogue of Life.